# Planfoy
Planfoy település Franciaországban, Loire megyében. Lakosainak száma 1072 fő (2022. január 1.). Planfoy La Ricamarie, Saint-Étienne és Saint-Genest-Malifaux községekkel határos.

## Népesség
A település népességének változása:
| Lakosok száma | 417  | 707  | 778  | 895  | 999  | 1011 | 1039 | 1059 | 1062 | 1072 |
|               | 1968 | 1982 | 1990 | 2006 | 2013 | 2015 | 2017 | 2019 | 2020 | 2022 |